# Пожар у Сентрејлији
Пожар у Сентрејлији је пожар из угљеног копа која гори испод округа Сентрејлија у Пенсилванији, Сједињеним Државама најкасније од 27. маја 1962. године. Његов првобитни узрок је још увек предмет расправе. Гори у подземним рудницима угља на дубинама до 300 ft (90 m) преко 8 mi (13 km) простире се на 3.700 acres (15 km2). По својој садашњој брзини, могао би да гори преко 250 година. То је довело до напуштања већег дела града: становништво је опало са око 1.500 у време када је пожар започео на 5 становника 2017., а већина зграда је сравњена.

## Контекст
Савет Сентрејлијe састао се 7. маја 1962. како би расправљао о приближавању Дана сећања и о томе како ће град ићи на чишћење депоније Сентрејлија, која је уведена раније те године. Јама широка 300 стопа, дугачка 75 стопа (91 m × 23 m) сачињен је од рудника дубоког 15 m који је очистио Едвард Витни 1935. године и приближио се североисточном углу гробља чудни момци. Распрострањено је осам илегалних депонија око Сентрејлије, а намера савета да створи депонију била је зауставити илегално одлагање смећа, јер су нови државни прописи присилили град да затвори ранију депонију западно од гробља Светог Игнација. Повереници на гробљу били су против близине одлагалишта гробља, али су препознали нелегално одлагање на другом месту као озбиљан проблем и предвидели су да ће га нова јама решити.
Пенсилванија је 1956. године усвојила закон предострожности како би регулисала употребу депонија у рудничким врпцама, јер се знало да депоније изазивају разорне минске пожаре. Законом је била потребна дозвола и редовна инспекција за општину да користи такве јаме. Џорџ Сејгартс (George Segaritus), регионални инспектор за одлагалишта отпада који је радио за Одељење за руднике и рудну индустрију (ДММИ), забринуо се због јаме када је приметио рупе у зидовима и поду, јер такве мине често пробијају старије руднике испод. Сејгартс (Segaritus) је обавијестио Џозеф Тај (Joseph Tighe), већника Сентрејлије, да ће јама требати да се напуни незапаљивим материјалом.

## Ватра
Ово је био свет у којем ниједан човек не може да живи, топлији од планете Меркура, а његова атмосфера је отровна као и Сатурнова. У срцу ватре температура је лако прешла 1.000 степени Фаренхајта (540 °C). Смртоносни облаци угљен-моноксида и других гасова вијугали су кроз коморе стена.

### План и извршење
Градско веће је организовало чишћење одлагалишта мина, али записници скупштине не описују предложени поступак. Дикак сматра да поступак - подметања и паљења - није наведен јер је државним законом забрањено одлагалиште пожара. Ипак, савет Централиа одредио је датум и ангажовао пет чланова добровољног ватрогасног друштва за чишћење депоније.
За чишћење депоније 27. маја 1962. запаљен је пожар, а вода је коришћена за обуздавање видљивих пламена те ноћи. Међутим, пламен је поново виђен 29. маја. Користећи црева закачена са авеније Локус (Locust Avenue), направљен је још један покушај гашења ватре те ноћи. Још једно запаљење у следећој недељи (4. јуна) проузроковало је да Ватрогасна компанија Централиа поново поднесе црева. Булдожер је узбуркао смеће тако да су ватрогасци могли одлагати скривене слојеве горућег отпада. Неколико дана касније отвор је широк 15 ft (4,6 m) и неколико стопа високо пронађено је у дну северног зида јаме. Смеће је сакрило рупу и спречило је да се напуни незапаљивим материјалом. Могуће је да је та рупа довела до пожара мина, јер је пружала пут до лавиринта старих мина испод буре. Докази говоре да је, упркос овим напорима да се угаси пожар, депонија наставила да гори; 2. јула, монсињор Вилијам Џеј Бурки пожалио се на гадне мирисе из смрдљивог смећа и угља који је стигао до цркве Светог Игнација. Чак и тада, савет Централиа још увек је дозвољавао бацање смећа у јаме.
Члан савета је контактирао Кларенц "Мућ" Кашнер (Clarence "Mooch" Kashner), председникa Савеза независних рудара, провалника и камионџија, да испита ситуацију у Централиа. Кашнер је проценио догађаје и позвао Гордона Смита (Gordon Smith), инжењера из Одељења за руднике и рудну индустрију (ДММИ) из канцеларије у Потсвилу . Смит је рекао граду да би могао ископати димљени материјал помоћу парне лопате за 175 долара. Позив је упућен Арт Џојсу (Art Joyce), минском инспектору са планине Кармел, који је донео опрему за откривање гаса на употребу на вртложним грмовима дима који сада потичу из пукотина у северном зиду одлагалишта. Тестови су закључили да гасови који пролазе из велике рупе у зиду јаме и из пукотина на северном зиду садрже концентрације угљен моноксида типичне за ватре у рудницима угља.

### Ескалација
Савет Централиа послао је писмо предузећу за угаљ у долини Лихај (Lehigh) (ЛВЦЦ) као формално обавештење о пожару. Нагађа се да је градско веће одлучило да ће скривање правог порекла пожара послужити боље него упозоравање ЛВЦЦ-а о истини, што би се највероватније завршило ако им се помоћ не пружи. У писму је општина описала покретање пожара "непознатог порекла у периоду неуобичајено врућег времена".
Пре одржавања састанка 6. августа на месту пожара на коме ће учествовати званичници ЛВЦЦ-а и компаније угља Сусвехуана (Susquehanna), заменик секретара за руднике Џејмс Шобе (James Shober), старији, очекивао је да ће га представници обавестити да не могу да приуште монтажу пројекта који ће зауставити минско гашење. Стога је Шобе објавио да очекује да ће држава финансирати трошкове ископавања ватре, који су у то време износили око 30.000 долара (отприлике еквивалентно 251.000 долара у 2019. години). На састанку је дата још једна понуда, коју је предложио оперативац рудника Централиа Алонзо Санчез (Alonzo Sanchez), који је члановима савета рекао да ће бесплатно ископати минску ватру све док може да захтева било који угаљ који је извукао без плаћања ауторских хонорара у долини Лихај (Lehigh) . Део Санчезовог плана била су истражна бушења како би се проценио обим пожара, што је највероватније због тога на састанку одбачена Санчезова понуда. Бушење би одложило пројекат, а да не спомињемо правне проблеме са правима на ископавање.
У то време, државни инспектори за миноле су били готово свакодневно у рудницима подручја Централиа како би проверили да ли постоје смртоносни нивои угљен моноксида. Смртоносни нивои пронађени су 9. августа, а све мине на подручју Централиа затворене су следећег дана.

## Рани покушаји санације

### Први пројекат ископавања
Председан на састанку Уједињених рудника Америке у Сентрејлији 12. августа, министар рудника Луис Еванс (Lewis Evans) послао је писмо групи 15. августа у којој тврди да је овластио пројекат за бављење минском ватром и да даје понуде за пројекат биће отворена 17. августа два дана касније, уговор је додељен Брајди (Bridy), Инк., компанији у близини планине Камела, за процењених 20.000 долара (отприлике еквивалент 167.500 долара у 2019. години). Рад на пројекту почео је 22. августа.
Одељење за руднике и рудну индустрију (ДММИ), који је првобитно веровао да ће Брајдију (Bridy) требати само да ископа 24.000 cu yd (18.000 m3) земље , обавестио их је да им је забрањено вршити било какво истраживачко бушење како би пронашли обод ватре или колико је дубок, и да морају строго следити планове које су сачинили инжењери који нису веровали да је пожар био јако велик или активан. Уместо тога, величина и локација пожара процењена је на основу количине паре која се испушта из камене депоније.
Брајди (Bridy) је, следећи план инжењерског тима, започео копањем по сјеверном ободу обода одлагалишта и ископао око 200 ft (61 m) према ван да бисте проширили обод. Међутим, пројекат је на крају био неефикасан због више фактора. Намерно кршење комора подземних рудника омогућило је да велике количине кисеоника продиру, увелике погоршавајући пожар. Стив Кисејла (Steve Kisela), оператер булдожера у Брајдијевом (Bridy)пројекту, рекао је да је пројекат био неефикасан, јер је улазак ваздуха помогао ватри да се крене испред места ископавања до тренутка када је секција избушена и минирана.  Брајди је такође користио 2,5 cu yd (1,9 m3) од 2,5 cu yd (1,9 m3) лопата, која се сматрала малом за пројекат.
Штавише, држава је само дозволила Брајдијевом (Bridy) тиму да ради у сменама радним даном, које су биле у трајању од осам сати и које су се догађале само у току дана; који се обично назива "прва промена" у рударској индустрији. У једном тренутку рад је стајао пет дана током викенда Празника рада почетком септембра. Коначно, ватра је путовала у правцу севера, што је узроковало да се ватра шири дубље у угљени шав. То је, у комбинацији с ограничењима рада и неадекватном опремом, значајно повећало трошкове ископавања. Брајди (Bridy) је ископао 58.580 cu yd (44.790 m3) земље у време кад је пројекту понестало новца и завршио 29. октобра 1962.

### Други пројекат ископавања
Дана 29. октобра, непосредно пред прекид Брајдијевог (Bridy)пројекта, предложен је нови пројекат који је укључивао гашење пожара. Дробљена стена би се помешала са водом и пумпала у руднике Сентрејлије уочи очекиваног ширења ватре. Процењено је да ће пројекат коштати 40 000 америчких долара (отприлике еквивалент 350 000 долара у 2019. години). Понуде су отворене 1. новембра, а пројекат је додељен компанији К&Х Ескавејтинг (K&H Excavating) са ниском понудом од 28.400 долара (отприлике еквивалентно 238.000 долара у 2019. години).
Бушење се вршило кроз рупе распоређене 20 ft (6,1 m) одвојено у полукружном обрасцу дуж ивице депоније. Међутим, овај пројекат је такође био неефикасан због више фактора. Током пројекта Централиа је доживела неуобичајено тежак снежни снег и неприлагођено ниске температуре током пројекта. Зимско време узроковало је смрзавање водоводних водова. Штавише, машина за млевење стена смрзнула се током ветровите мећаве. Оба проблема инхибирају правовремену смешу и примену суспензије од дробљеног камена. ДММИ се такође бринуо да ће 10,000 cu yd (7,646 m3) материјала за испирање не би било довољно да се напуне рудници; на тај начин спречавајући удубљење рупа за потпуно пуњење. Делимично напуњене бушотине омогућиле би руту за бег пожара, чинећи пројекат неефикасним.
Ови проблеми су брзо потрошили средства. Као одговор на то, секретар Еванс одобрио је додатних 14.000 УСД (отприлике еквивалентно 117.240 УСД у 2019) за финансирање овог пројекта. Средства за пројекат су се појавила 15. марта 1963. године, укупни трошкови су 42.420 УСД  (отприлике еквивалентно 355.250 УСД у 2019. години).
Дана 11. априла испуштање паре из додатних отвора у земљи указивало је да се ватра проширила на исток чак 700 ft (210 m),  и да пројекат није успео.

### Трећи пројекат
Ускоро након тога састављен је предлог са три опције, иако би пројекат одложен тек након нове фискалне године која почиње 1. јула 1963. године. Прва опција, коштала је 277.490 долара, састојала се од пригушивања ватре и поновног пуњења рова негорљивим материјалом. Други, коштао је 151.714 долара, понудио је мањи ров у некомплетном кругу, након чега је круг завршио са преградном баријером. Трећи план је био „тотални и усаглашени пројекат испирања“ већи од испирања другог пројекта и коштао је 82 300 УСД. Држава је одустала од овог пројекта 1963. године.

## Каснији пројекти санације
Дејвид Дикак (David DeKok) почео је извештавати о минском пожару за Њус Ајтем (The News-Item) у Шамокину почетком краја 1976. Између 1976. и 1986. написао је преко 500 чланака о минском пожару. 1979. године, мештани су постали свесни опсега проблема када је власник бензинске пумпе, тадашњи градоначелник Џон Кондигтн (John Coddington), убацио шипку у један од својих подземних резервоара да провери ниво горива. Кад га је повукао, чинило му се да је вруће. Спустио је термометар у резервоар на жици и шокиран је открио да је температура бензина у резервоару 172 °F (77,8 °C) 
Почев од 1980. године, неколико људи је пријавило штетне ефекте здравља због нуспродуката пожара: угљен-моноксида, угљен-диоксида и ниског нивоа кисеоника. Пожар широм државе почео је да се повећава, што је кулминирало 1981. када је 12-годишњи становник по имену Тод Домбоски (Todd Domboski) је пао у понор који је широк 4 ft (1,2 m) и дубок 150 ft (46 m) који се изненада отворио испод његових ногу у дворишту. Приковао се за корен дрвета све док му рођак, 14-годишњи Ерик Волфганг (Eric Wolfgang), није спасио живот, извлачећи га из рупе. Измерено је издувавање вруће паре из рупе које садржи смртоносни ниво угљен моноксида.

## Могуће порекло
О извору пожара мина у Сентрејлији постојало је више конкурентских хипотеза. Неки од њих тврде да је минска ватра почела пре 27. маја 1962. године. Дејвид Дикак каже да је намерно спаљивање смећа 27. маја ради чишћења депоније у бившем руднику запаљивало угљену шаву кроз незапрљани отвор у јами за смеће, што је омогућило ватри да уђе у лавиринт напуштених рудника угља испод Сентрејлије .
Џоан Куикли (Joan Quigley) тврди у својој књизи „Дан када се земља изронила“ из 2007. године да је пожар у ствари почео претходног дана, када је превозник смећа бацио врући пепео или угљен избачен из горионика угља у отворене јаме за смеће. Напоменула је да се записник градског већа од 4. јуна 1962. односио на два пожара на депонији и да је пет ватрогасаца поднело рачуне за „борбу против пожара на депонији“. По закону, општина је била одговорна за постављање глинене баријере отпорне на ватру између сваког слоја смећа на депонији, али је заостајала за планом, остављајући баријеру непотпуном. То је омогућило врућем угљену да продре у вену угља испод јаме и запали накнадну подземну ватру. Поред записника о саветима, Куикли наводи "разговоре са добровољним ватрогасцима, бившим шефом ватрогасне службе, дужносницима и неколико очевидаца".
Друга хипотеза је позната као Теорија Баст-а (Bast Theory). У њему се наводи да је ватра горела много пре наводног пожара смећа. Према локалној легенди, ватра из угља Баст Колиери (Bast Colliery) из 1932. године, запаљена експлозијом, никада није угашена у потпуности. 1962. године стигла је до депоније. Они који се држе Теорије Баст-а сматрају да је одлагалишта ватра одвојена ватра која није повезана са пожаром мина у Сентрејлији. Један човек који се не слаже је Франк Џугл (Frank Jurgill), старији, који тврди да је заједно са својим братом управљао рудником с чамцем у близини депоније између 1960. и 1962. године. Он каже да, ако пожар из Баст Колиери-ја никада није угашен, он и његов брат били би у њему и убили би их гасови. На основу тога и због супротних доказа, неколицина држи ово стајалиште и мало му је веродостојности.
Саветник Сентрејлије Џозеф Тај (Joseph Tighe) предложио је другачију хипотезу: да је пожар угља Сентрејлије заправо покренут суседном ватром из угљеног шава који је горео западно од Сентрејлије. Његово уверење је да је суседни пожар у једном тренутку био делимично ископан, али је свеједно запалио депонију 27. маја.
Још једна хипотеза произашла је из писма које је Веће долине Лихај (Lehigh) из Сентрејлије послало Већу за угаљ у данима након што је примећена минска ватра. Писмо описује „пожар непознатог порекла [који почиње 25. јуна 1962. године или отприлике током периода неуобичајено врућег времена“. Ово се може позивати на хипотезу да је спонтано сагоревање разлог за почетак депоније, што је хипотеза коју су државни и федерални званичници прихватили дуги низ година.

## После
1984. Конгрес је издвојио више од 42 милиона долара за премештање. Већина становника прихватила је понуде за откуп и раселила се далеко од тог подручја (подаци из Пописа становништва из 1990. показују да су оближњи градови наставили губити становништво истом брзином као и претходних деценија, што сугерира да се Централци нису тамо доселили). Неколико породица одлучило је да остане упркос позивима званичника Пенсилваније.
Гувернер Пенсилваније Боб Кејси (Bob Casey) је 1992. године позвао на угледну домену на свим имањима у округу, осудивши све зграде у њима. Каснији законски напори становника да им се одлука поништи нису успели. 2002. године америчка поштанска служба опозвала је поштански број Централиа, 17927. Гувернер Ед Рендл (Ed Rendell) је 2009. започео формално исељавање становника Сентрејлије. У јулу 2012. године, последња шачица становника Сентрејлије изгубила је жалбу на судску одлуку којом се подржава поступак угледних домена и поново им је наређено да напусте. Државни и локални званичници постигли су договор са седморицом преосталих становника 29. октобра 2013. године, омогућавајући им да живе тамо своје животе, након чега ће им право на имовину бити одузето путем еминентних домена.
Пожар у Сентрејлији проширио се и испод града Бинсвил (Byrnesville), неколико миља према југу. Град је требало напустити и изравнати.
Подручје Сентрејлије сада је постало туристичка атракција. Посетиоци долазе да виде дим на празним улицама Сентрејлије и на напуштеном делу пута ПА  61, популарно названом Графити Хајвеј (Graffiti Highway).
Од априла 2020. почели су напори да се приватни власник пута прекрсти у Графити Хајвеј (Graffiti Highway).
Пожар и његови ефекти представљени су 2013. године у Америци декласификованој (America Declassified) на Травел каналу и у епизоди градови Радиолаба (Radiolab's Cities) .